# Víctor Gaviria
Víctor Gaviria, né le 19 janvier 1955 à Liborina, est un réalisateur, scénariste et poète colombien.

## Filmographie

### Courts métrages
- 1978: Buscando tréboles
- 1985: Los músicos
- 1985: La vieja guardia
- 1987: Los cuentos de Campo Valdés

### Longs métrages
- 1990: Rodrigo D - Futur : Néant (Rodrigo D: No futuro)
- 1998: La Petite Marchande de roses (La vendedora de rosas)
- 2004: Sumas y restas
- 2016: La mujer del animal